# Nanshiungosaurus
Nanshiungosaurus war ein theropoder Dinosaurier, der vor ca. 83 bis 72 Millionen Jahren in der heutigen Mongolei lebte. Diese Zeit entspricht den geologischen Stufen Campanium innerhalb der Oberkreide.

## Beschreibung
Von der Gattung Nanshiungosaurus sind bisher zwei verschiedene Arten bekannt. Die mongolische Art Nanshiungosaurus brevispinus wurde schätzungsweise etwa vier Meter lang und konnte ein Gewicht von zirka 700 Kilogramm bis 1500 Kilogramm erreichen. Die zweite bekannte Art stammt aus dem heutigen China und heißt Nanshiungosaurus bohlini. Bohlini war bedeutend größer als brevispinus; etwa fünf bis sieben Meter konnte er lang werden. Sein Gewicht betrug etwa ein bis zwei Tonnen.
Beide Arten zeichneten sich durch einen eher kleinen Kopf, dafür aber einen beachtlich langen Hals aus. Dies war im Allgemeinen sehr ungewöhnlich für einen Theropoden, jedoch typisch für die Therizinosaurier. Die Arme von Nanshiungosaurus waren sehr lang und mit ausgeprägten Krallen ausgestattet. Der Dinosaurier bewegte sich biped (zweibeinig) fort, möglicherweise war er auch gefiedert.

## Systematik
Ursprünglich wurde Nanshiungosaurus der Titanosaurinae (Dong, 1979), anschließend der Familie Segnosauridae zugeordnet (Currie, 1992). 1997 teilte Dong Nanshiungosaurus einer eigenen Familie, der Nashiungosauridae, zu. Aktuell wird er als ein Therizinosauride angesehen (Zanno et al., 2009).

## Entdeckung und Benennung
Im Jahre 1979 entdeckte der chinesische Paläontologe Dong Zhiming den Nanshiungosaurus brevispinus. Dong benannte den neu entdeckten Dinosaurier nach seiner Fundstelle in der Mongolei, Nanshiungosaurus bedeutet auf Deutsch „Reptil von Nanshing“. 1997 entdeckte er schließlich mit seinem Kollegen Hai-Lu You die zweite bekannte Art: Nanshiungosaurus bohlini im südlichen China.